# لنارت هاگوروت
لنارت هاگوروت (انگلیسی: Lennart Häggroth; ۲ مارس ۱۹۴۰ – ۲۸ اوت ۲۰۱۶) ورزشکار هاکی روی یخ اهل سوئد بود.
وی در مسابقات کشوری و بین‌المللی در مجموع برندهٔ ۱ مدال طلا، ۲ مدال نقره شده‌است.